# DR Baureihe 243
DR Baureihe 243 är ett ellok byggt för den östtyska järnvägsoperatören DR som ett universallok. Loket används fortfarande av DRs efterträdare DB, där det fått beteckningen BR 143. Loktypen anses vara en av de mest framgångsrika tyska ellokstyperna.

## Utveckling

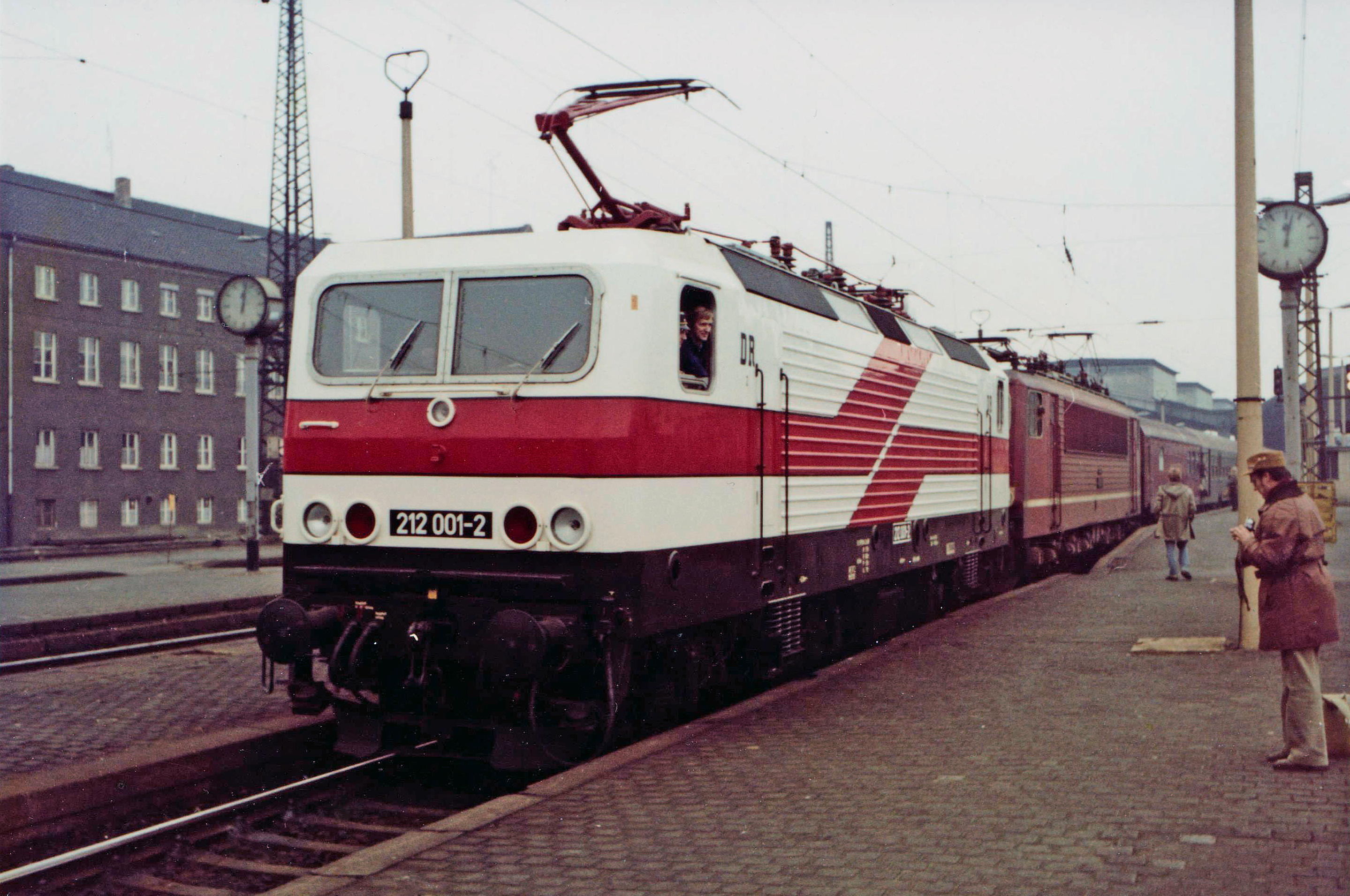
Prototypen Weiße Lady

Oljekrisen 1973 drabbade stora delar av världen och även det dåvarande östblocket, och ledde 1976 till åtgärder hos DR för att påskynda elektrifieringen av det östtyska järnvägsnätet. Majoriteten av de östtyska loken under denna tid var sovjetiska diesellok, till exempel DR BR 130, som även försågs med bränsle från Sovjet. Den sista tillverkaren av ellok i Östtyskland, LEW Henningsdorf, gavs därför uppdraget att konstruera ett modernt 4-axlat lättvikts universalellok, som skulle kunna dra både passagerartåg och medeltunga godståg. För att spara både tid och pengar baserades konstruktionen till stor del på det tidigare godsstågsloket DR BR 250. LEW Henningsdorf producerade lokets mekaniska delar och korgen, medan EMW Dresden tillverkade elektroniken. 
Prototypen till loket fick beteckningen 212 001, något som vid serieproduktion kom att ändras till BR 243. Prototypen stod färdig 1982 och hade en topphastighet på 140 km/h. Prototypen testades fram till 1985 då man ansåg att typen var redo för serieproduktion. Prototypen kom att kallas Weiße Lady (Vita damen) på grund av dess röd-vita målning. Den största skillnaden mellan prototyploket och serieexemplaren var att topphastigheten hos de serietillverkade loken var begränsad till 120 km/h.

## Serietillverkade versioner

### DR BR 243

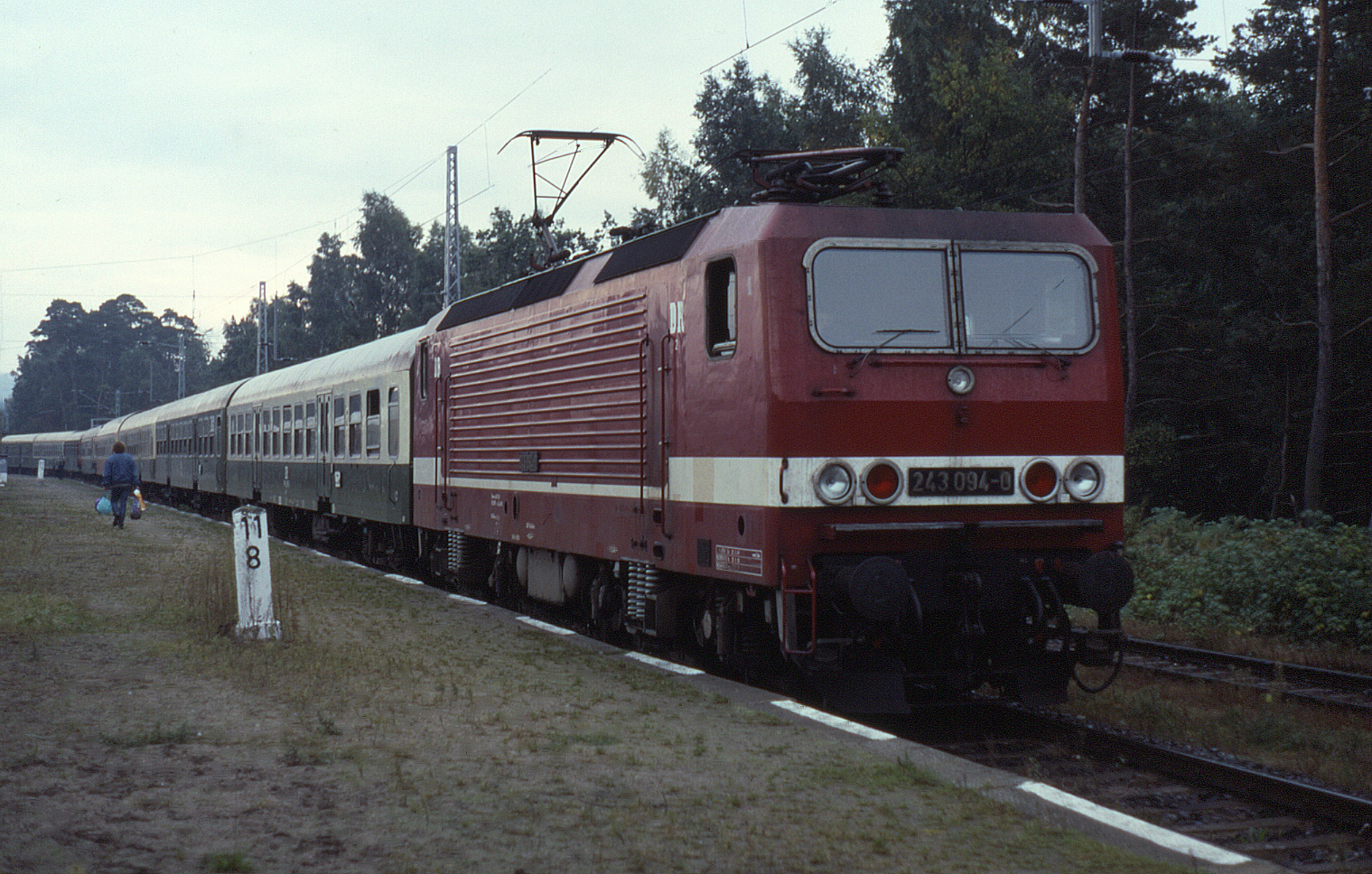
Ett BR 243 med ett passagerartåg i Binz 1991

Under 1980-talet var få av järnvägarna i Östtyskland konstruerade för tåg med en hastighet på över 120 km/h, varför detta valdes som lokets maxhastighet. 1984 så levererades den första omgången med 20 stycken lok, 1985 levererades 80 stycken, 1986 100 stycken, 110 stycken 1987 och 114 stycken 1988. Vid slutet av 1989 så hade över 500 lok tillverkats. Från och med lok nummer 302, det vill säga alla lok byggda 1987 eller senare så är hytten något omdesignad för att få bättre aerodynamik, vilket gjorde att energiförbrukningen minskade med ca 5%. Från 1988 så levererades även typen 243.8, som var utrustad med kontroller för multipelkörning. Fram till 1991 så tillverkades ytterligare 109 lok utan möjlighet till multipelkörning. Det sista loket levererades den 2 januari 1991, vilket gjorde att DR hade en flotta på 636 lok av typen. Vid den tyska återföreningen 1990 så sjönk behovet av godstrafik i det tidigare Östtyskland kraftigt, vilket ledde till att många lok av typen förrådsställdes. Många överblivna lok kom att skickas till dåvarande Deutsche Bundesbahn i Västtyskland för att testas och utvärderas

### DB BR 143

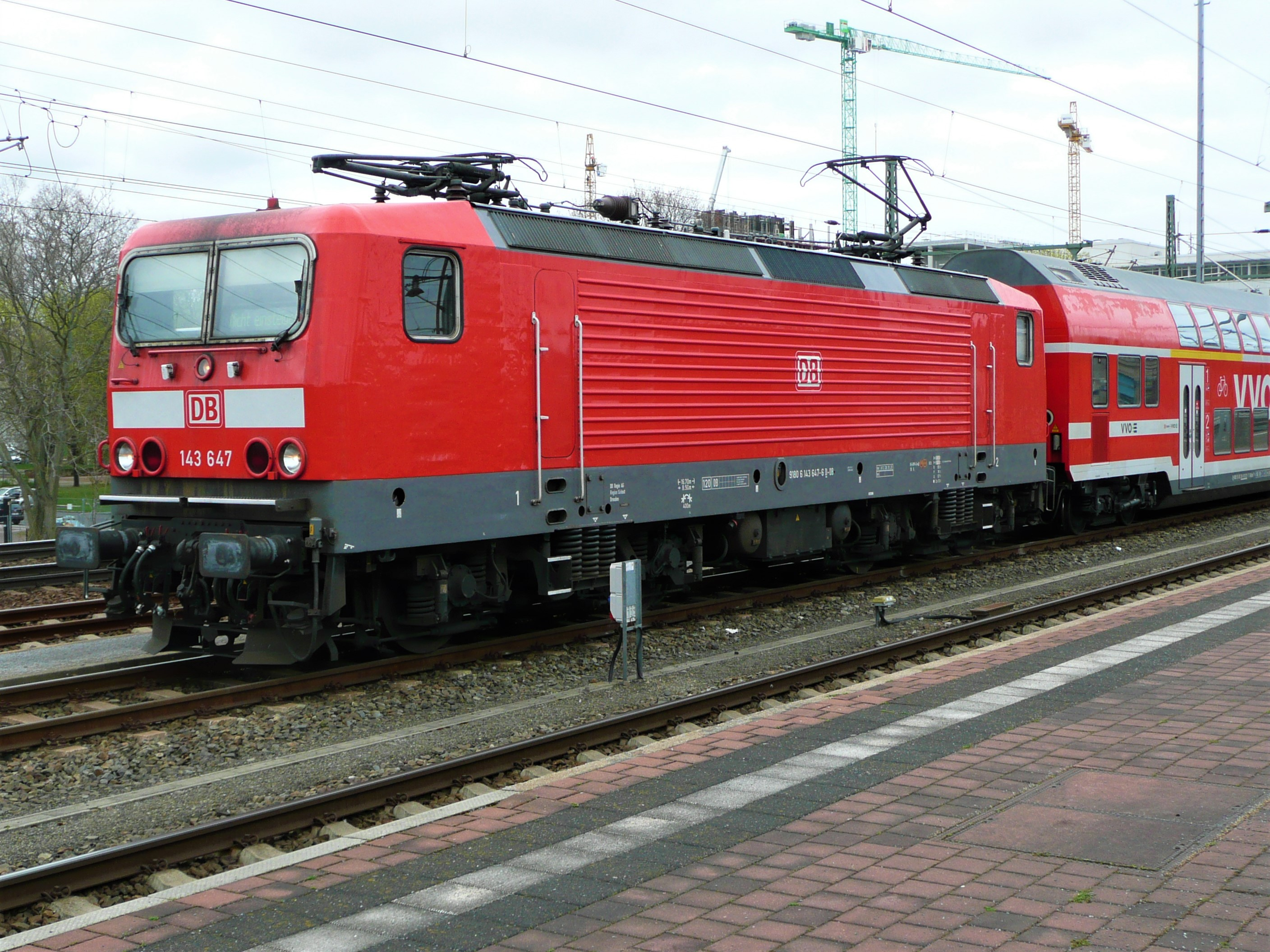
Ett BR 143 med ett passagerartåg i Dresden

Allt fler BR 243 kom att flyttas till det tidigare Västtyskland, där de kom att användas i bland annat Rhein-Ruhrområdets S-bahnsystem. När DB och DR slogs samman för att bilda Deutsche Bahn 1994 så kom allt fler lok att flyttas från öst till väst. Vid sammanslagningen så kom även loken att byta namn från BR 243 till BR 143 för att passa i DBs standardiserade namngivningssystem. Prototypen 212 001 tillhörde fortfarande tillverkaren LEW, men den såldes år 2002 till EKO-trans. EKO-trans sålde senare vidare loket 2008 till Arcelor Mittal, som målade om loket från dess ursprungliga röd-vita målning till en ny orange målning. Ytterligare 12 lok har sålts av DB till andra järnvägsoperatörer.

### DB BR 114.1 och 114.3
Användbarheten hos många BR 143 som användes på längre regionaltågsrutter och på så kallade Regional-Express-rutter begränsades av den låga toppfarten på 120 km/h, då vagnarna som loket drog ofta hade en högre tillåten hastighet. Man planerade därför att bygga om ett antal lok för hastigheter på 140 km/h (BR 114.3) respektive 160 km/h (114.1). Loket 143 171 byggdes om för topphastighet på 160 km/h, vilket krävde dels att loket skulle växlas om, stötdämpning mellan boggier och korg samt en ny pantograf. Kostnaden för ombyggnad enligt dessa specifikationer beräknades till drygt 300 000 Euro per lok. Ytterligare ett lok, 143 120 kom att byggas om, dock endast till topphastigheten 140 km/h. För detta krävdes inga större förändringar på loket och kostnaden för denna ombyggnad beräknades vara cirka 48 000 euro. Av kostnadsskäl så valde man senare att enbart bygga om loken för hastigheter på 140 km/h.